# Бородкин, Артём Юрьевич
Артём Ю́рьевич Боро́дкин (11 октября 1991, Челябинск) — российский хоккеист, защитник клуба «Лада».

## Карьера
Воспитанник хоккейной школы «Трактора». В сезоне 2009/10 дебютировал за «Белых медведей», а в 2012/13 за «Челмет» в МХЛ и ВХЛ соответственно. В КХЛ впервые сыграл 16 октября 2013 года в матче против СКА.

## Статистика
| Легенда | Легенда                    | Легенда | Легенда                   | Легенда | Легенда    |
| ------- | -------------------------- | ------- | ------------------------- | ------- | ---------- |
| И       | Количество проведённых игр | Штр     | Штрафное время            | +/−     | Плюс-минус |
| Г       | Голы                       | П       | Голевые передачи          | О       | Очки       |
| -       | Статистика неизвестна      | —       | Статистика не учитывалась |         |            |

### Клубная карьера
- a В этом сезоне в «Плей-офф» учитывается статистика игрока в Кубке Надежды.